# Impacto de la pandemia de COVID-19 en los hospitales
La pandemia de COVID-19 ha afectado a hospitales de todo el mundo. Muchos hospitales han reducido o pospuesto la atención que no es de emergencia. Esto tiene consecuencias médicas para las personas atendidas por los hospitales y tiene consecuencias financieras para los hospitales. Los sistemas sociales y de salud de todo el mundo están luchando por hacer frente a esta situación. La situación es especialmente desafiante en contextos de países humanitarios, frágiles y de bajos ingresos, donde los sistemas sociales y de salud ya son débiles. Los establecimientos de salud en muchos lugares están cerrando o limitando sus servicios.  servicios para brindar atención de salud sexual y reproductiva corren el riesgo de ser marginados, lo que conducirá a una mayor mortalidad y morbilidad materna.

## Implicaciones generales
Los investigadores pudieron demostrar que debido a procedimientos quirúrgicos cancelados o pospuestos,  se habían pospuesto 28,4 millones de procedimientos durante las 12 semanas pico de la pandemia.  Se esperaba posponer 2,3 millones de cirugías de cáncer. Las estimaciones podrían mostrar que el 72,3% de todos los procedimientos quirúrgicos serían cancelados y que las enfermedades benignas y la ortopedia serían los procedimientos más afectados.  Por otro lado, un estudio publicado por el mismo grupo podría mostrar que las complicaciones pulmonares posoperatorias y la mortalidad fueron significativamente elevadas en pacientes operados con infección por SARS-CoV-2,  aunque el aumento del riesgo disminuye 7 semanas después del SARS -Diagnóstico CoV-2. Para minimizar el riesgo de complicaciones relacionadas con el SARS-CoV-2 después de los procedimientos hospitalarios, posteriormente en las vías clínicas pandémicas libres de COVID-19  y la priorización de los pacientes sometidos a cirugía electiva para la vacunación  se propusieron como estrategias para reiniciar la cirugía de forma segura .
En una encuesta global de estudiantes (Aristovnik et al., 2020), los encuestados fueron, con mucho, los más satisfechos con el papel de los hospitales, con dos tercios de todos los encuestados satisfechos (o muy satisfechos) con su respuesta, especialmente en Sri Lanka con incluso el 94,6% en los tiempos de la primera ola de la pandemia Covid-19. Es obvio que dado que los proveedores de atención médica a nivel mundial estaban trabajando más duro que nunca para mantener seguros a los ciudadanos, esto puede actuar como un punto de partida para que los proveedores reconstruyan la satisfacción y la confianza de la nación (incluidos los estudiantes) en la atención médica.

## Implicaciones por región

### Asia
China ha construido rápidamente nuevos hospitales para acomodar una gran cantidad de camas. 
Según los médicos de Tokio, Japón , el estado de emergencia no es suficiente para detener la propagación del coronavirus.

### América del Norte
En los Estados Unidos , los hospitales dependen financieramente de "cirugías, escáneres y otros servicios bien reembolsados para pacientes con seguro privado". La atención que no era de emergencia se interrumpió durante la pandemia, lo que provocó graves problemas económicos. Por ejemplo, los ingresos de la Clínica Mayo tuvieron una ganancia neta de $ 1 mil millones en 2019, pero tuvieron que cancelar cirugías en 2020 y, por lo tanto, espera perder casi $ 1 mil millones durante 2020. 
El gobierno federal aprobó la Ley CARES, que otorga $ 30 mil millones a hospitales en todo el país.  261 sistemas hospitalarios cesaron o cesaron a más de 100.000 empleados antes del 21 de mayo.

### África
Los médicos y enfermeras que trabajan en hospitales públicos se declararon en huelga por la falta de EPP , para usar en el tratamiento de los pacientes.
"Algunos países como Ghana, Senegal, Nigeria y Costa de Marfil tienen seguro para sus trabajadores de la salud y han prometido proporcionarles subsidios".

## Implicaciones sobre el personal femenino
Artículo principal: Impacto de la pandemia de COVID-19 por sexo y género
A nivel mundial, las mujeres representan el 70 por ciento de los trabajadores del sector social y de la salud. Las mujeres están desempeñando un papel desproporcionado en la respuesta a la enfermedad, incluso como trabajadoras sanitarias de primera línea (así como cuidadoras en el hogar y líderes y activistas de la comunidad). En algunos países, las infecciones por COVID-19 entre las trabajadoras de la salud son el doble que las de los hombres.